# Ключевка 2-я
Ключевка 2-я — деревня в Чебаркульском районе Челябинской области России. Входит в состав Кундравинского сельского поселения.

## География
Деревня находится в центральной части Челябинской области, в лесостепной зоне, на расстоянии примерно 26 километров (по прямой) к юго-востоку от города Чебаркуль, административного центра района. Абсолютная высота — 319 метров над уровнем моря.
Часовой пояс
Деревня Ключевка 2-я, как и вся Челябинская область, находится в часовой зоне МСК+2. Смещение применяемого времени относительно UTC составляет +5:00.

## Население
| 2002 | 2010 |
| ---- | ---- |
| 394  | ↘373 |

Гендерный состав
По данным Всероссийской переписи населения 2010 года в гендерной структуре населения мужчины составляли 50,7 %, женщины — соответственно 49,3 %.
Национальный состав
Согласно результатам переписи 2002 года, в национальной структуре населения русские составляли 80 %, нагайбаки — 12%.

## Улицы
Уличная сеть деревни состоит из пяти улиц и двух переулков.